# Kalkdikkopmos
Kalkdikkopmos (Brachythecium glareosum) is een mos uit het geslacht dikkopmos (Brachythecium). 

## Determinatie
Kalkdikkopmos vormt lichtgroene tot geelgroene, glanzende matten. De stengel wordt 10 cm en is onregelmatig tot spaarzaam vertakt.

## Ecologie
Kalkdikkopmos groeit op verweerde kalkrotsen of kalkrijke bodem, vooral op beschutte plaatsen als bosranden, maar ook in kalkgraslanden.

## Verspreiding
In Nederland komt kalkdikkopmos zeer zeldzaam voor. Het staat op de rode lijst in de categorie 'bedreigd'. Het mos komt van oudsher vooral voor in Zuid-Limburg. Daarnaast is het bekend van de Winterswijkse steengroeven en van kalkrijke plaatsen in het rivierengebied, zoals dijken en rivierduintjes. In het verleden is het ook in afgravingen (onder meer in leemkuilen) gevonden, maar mogelijk is het daar inmiddels verdwenen.

## Fotogalerij

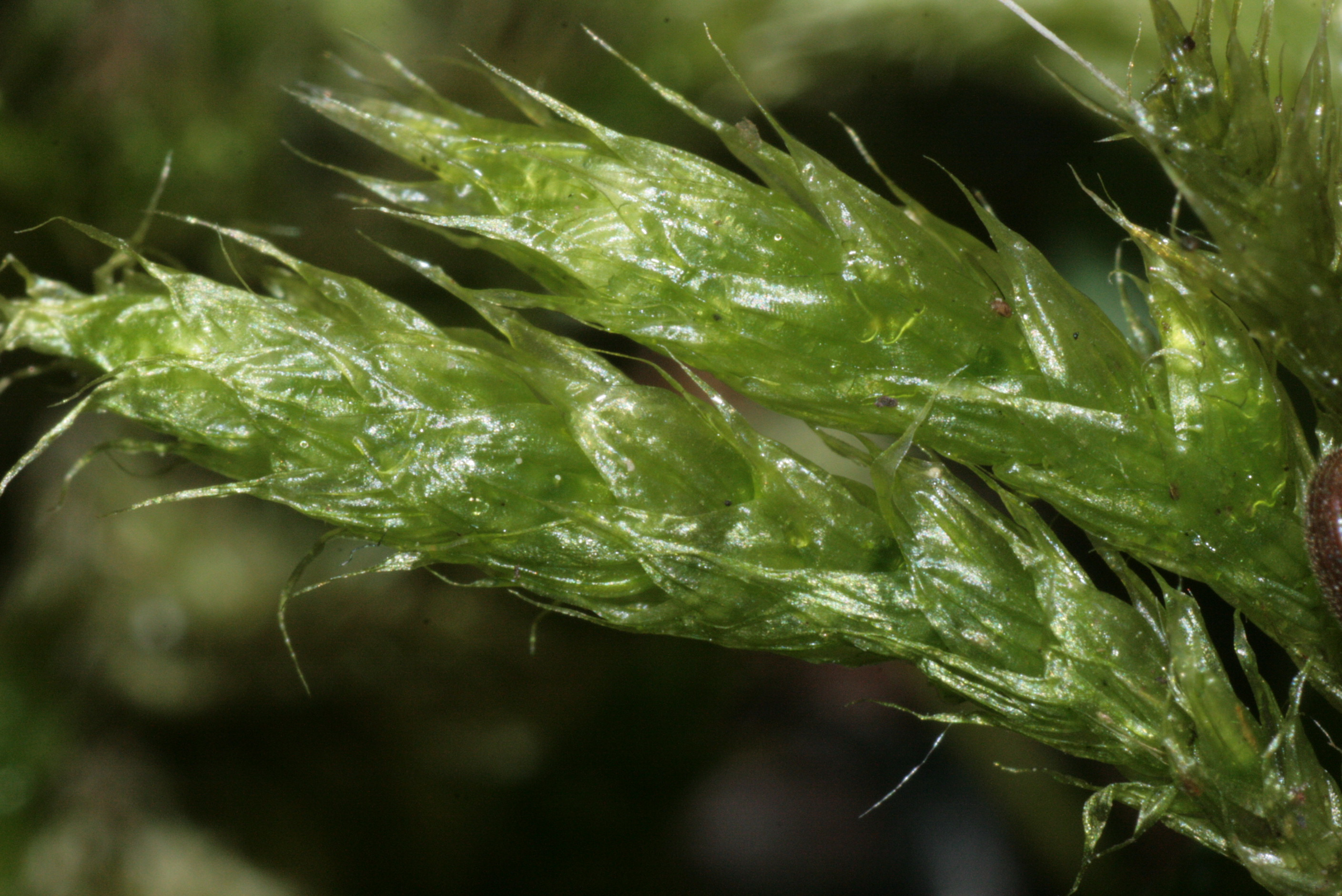
Plukje
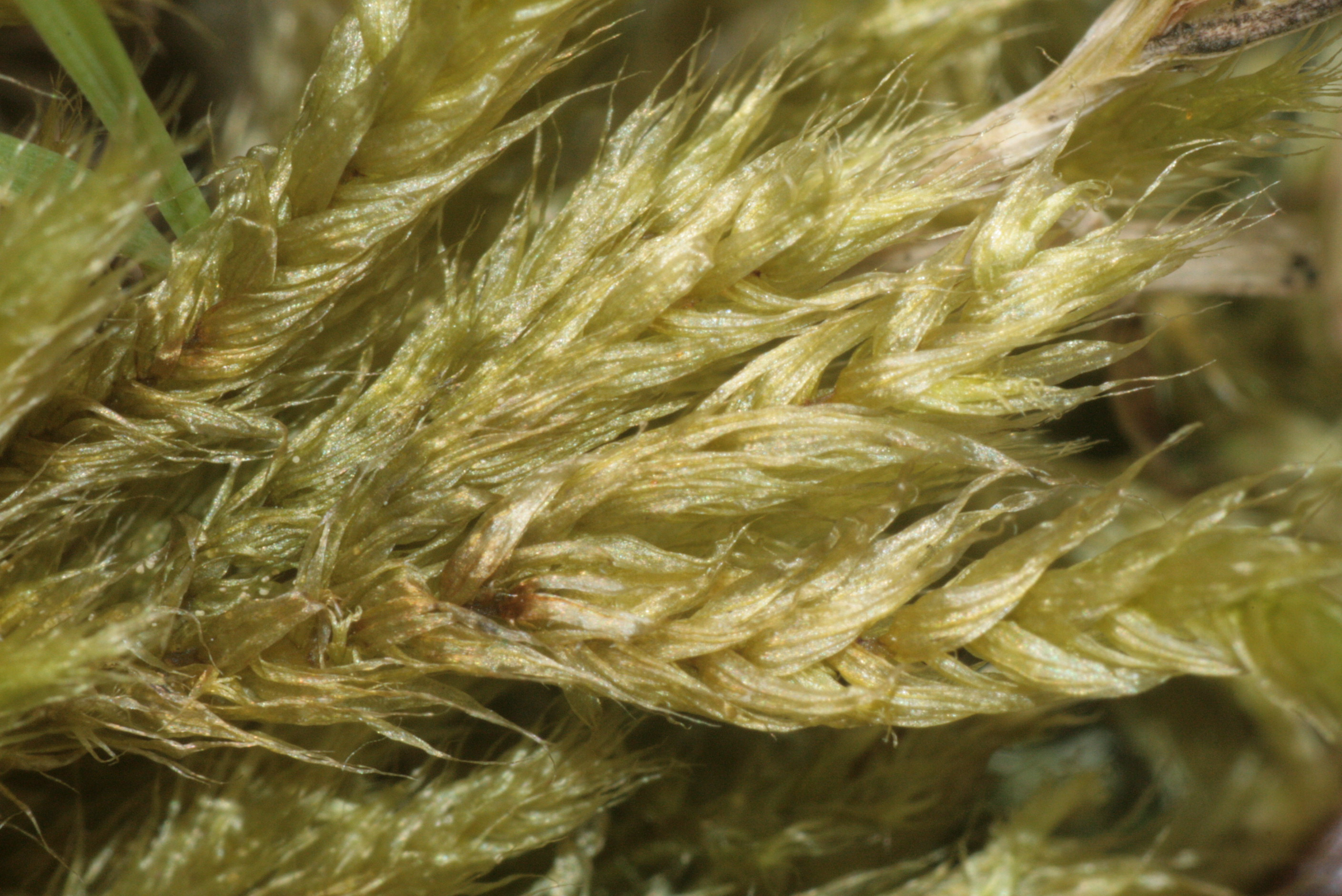
Met droogte
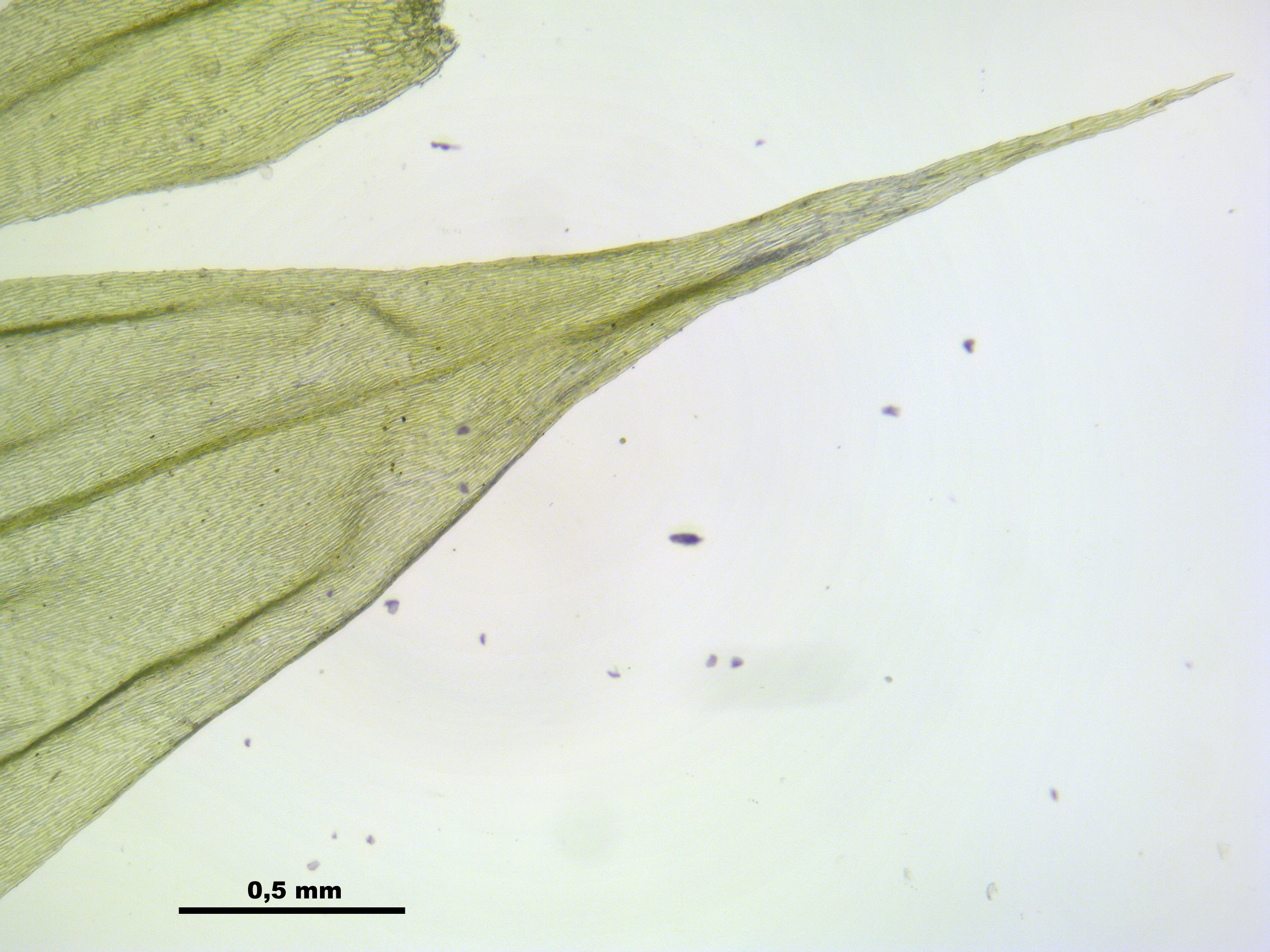
Bladpunt
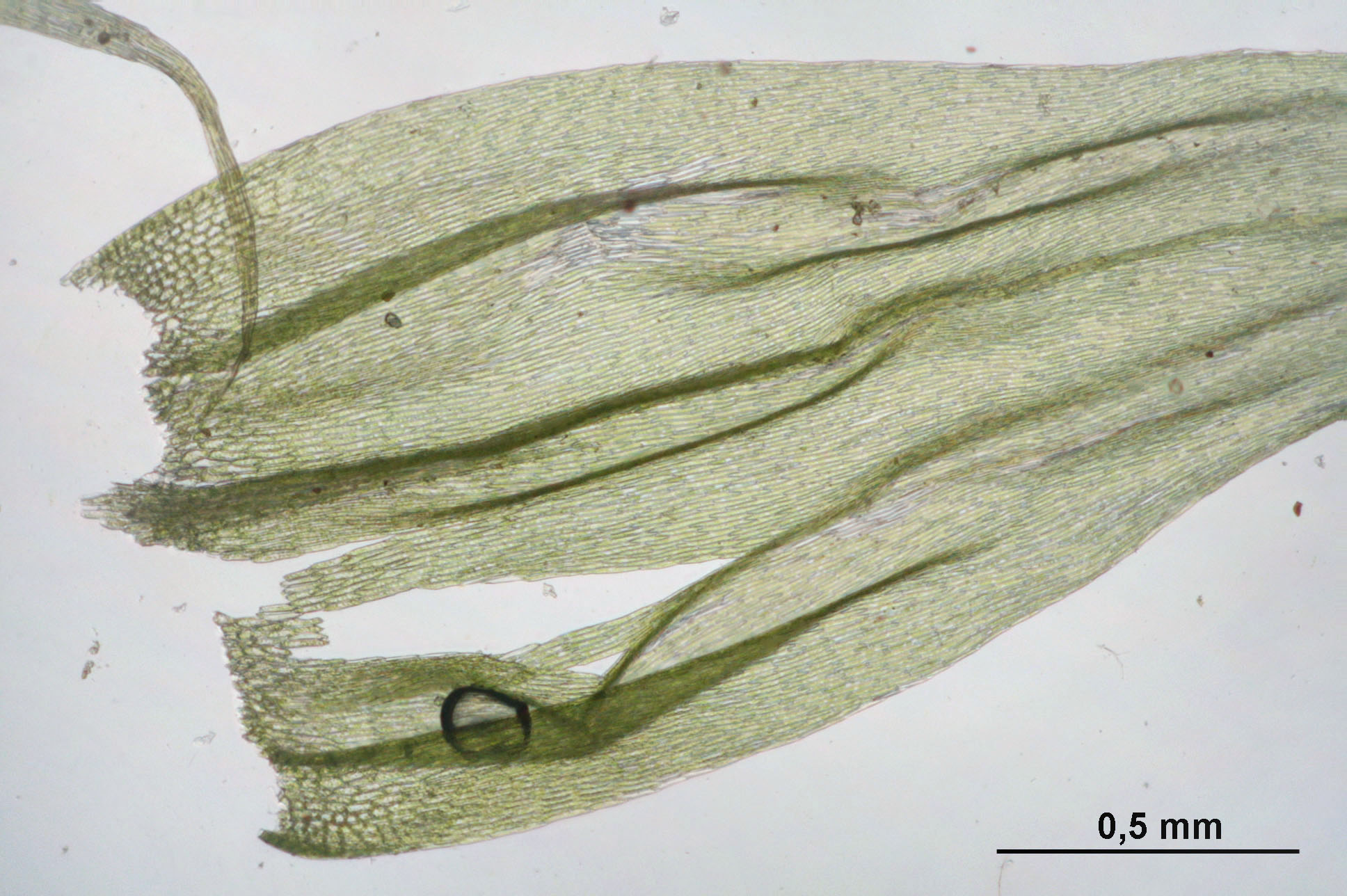
Bladvoet
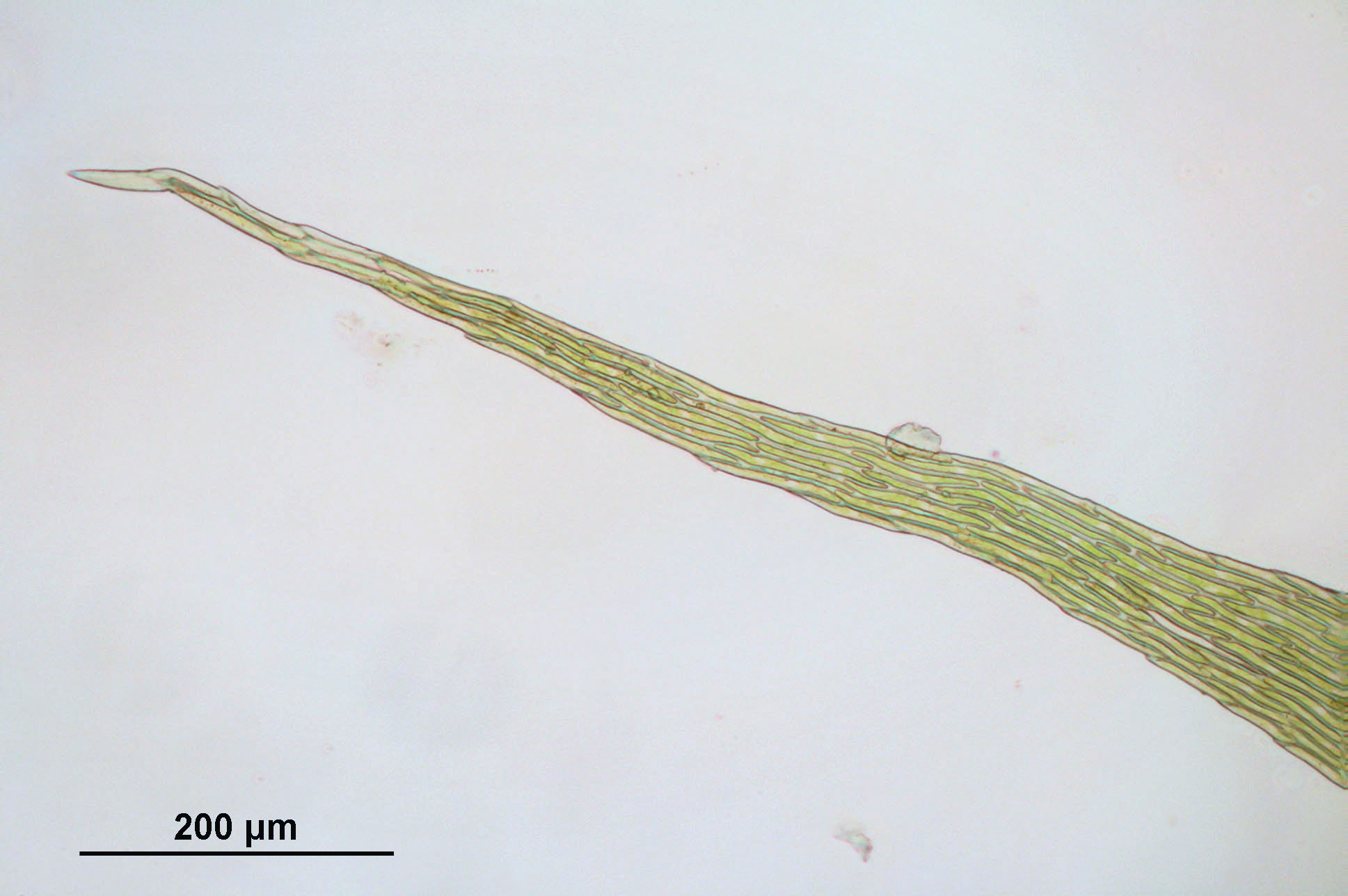
Bladcellen punt
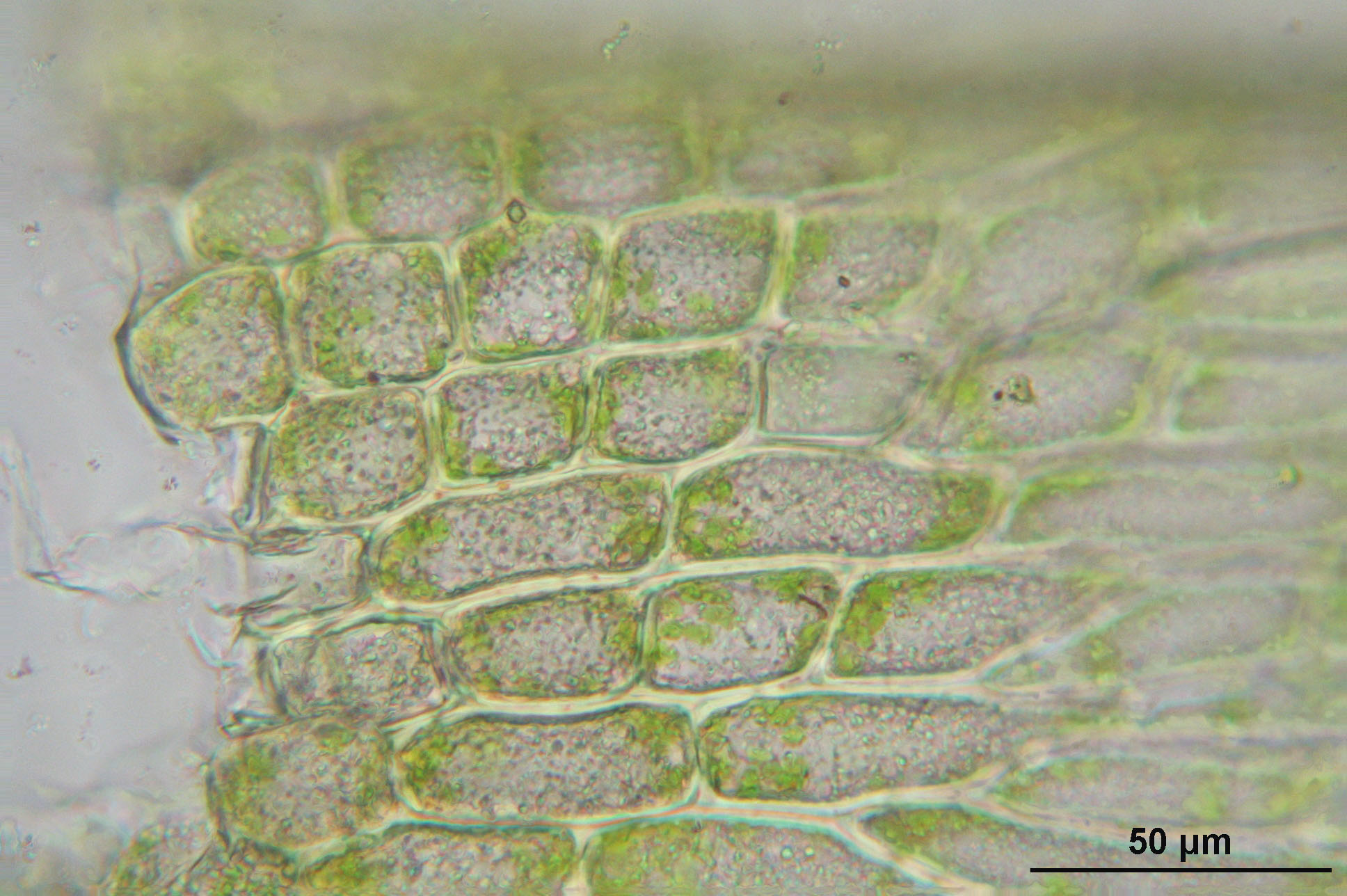
Bladcellen rand
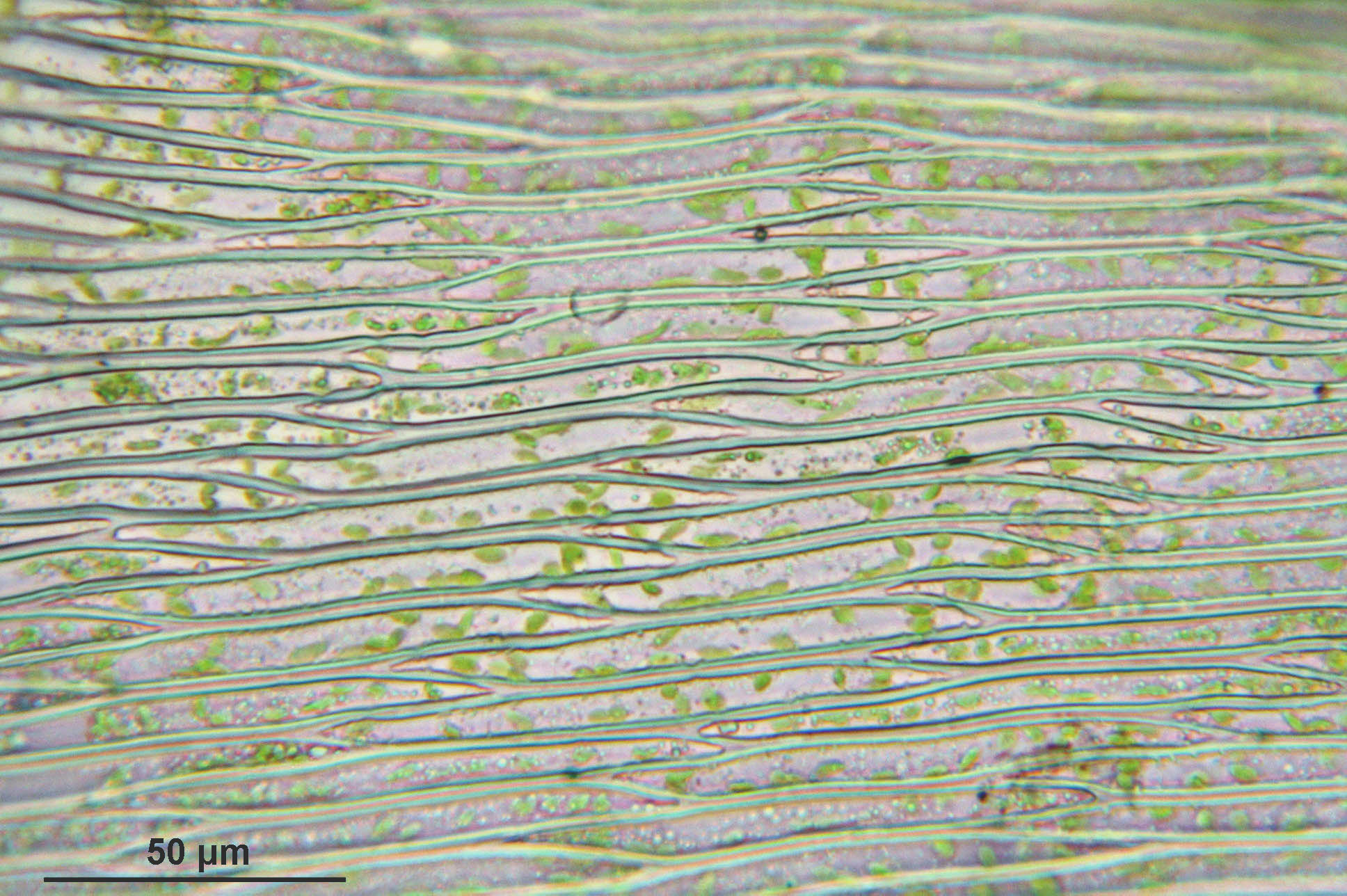
Bladcellen midden
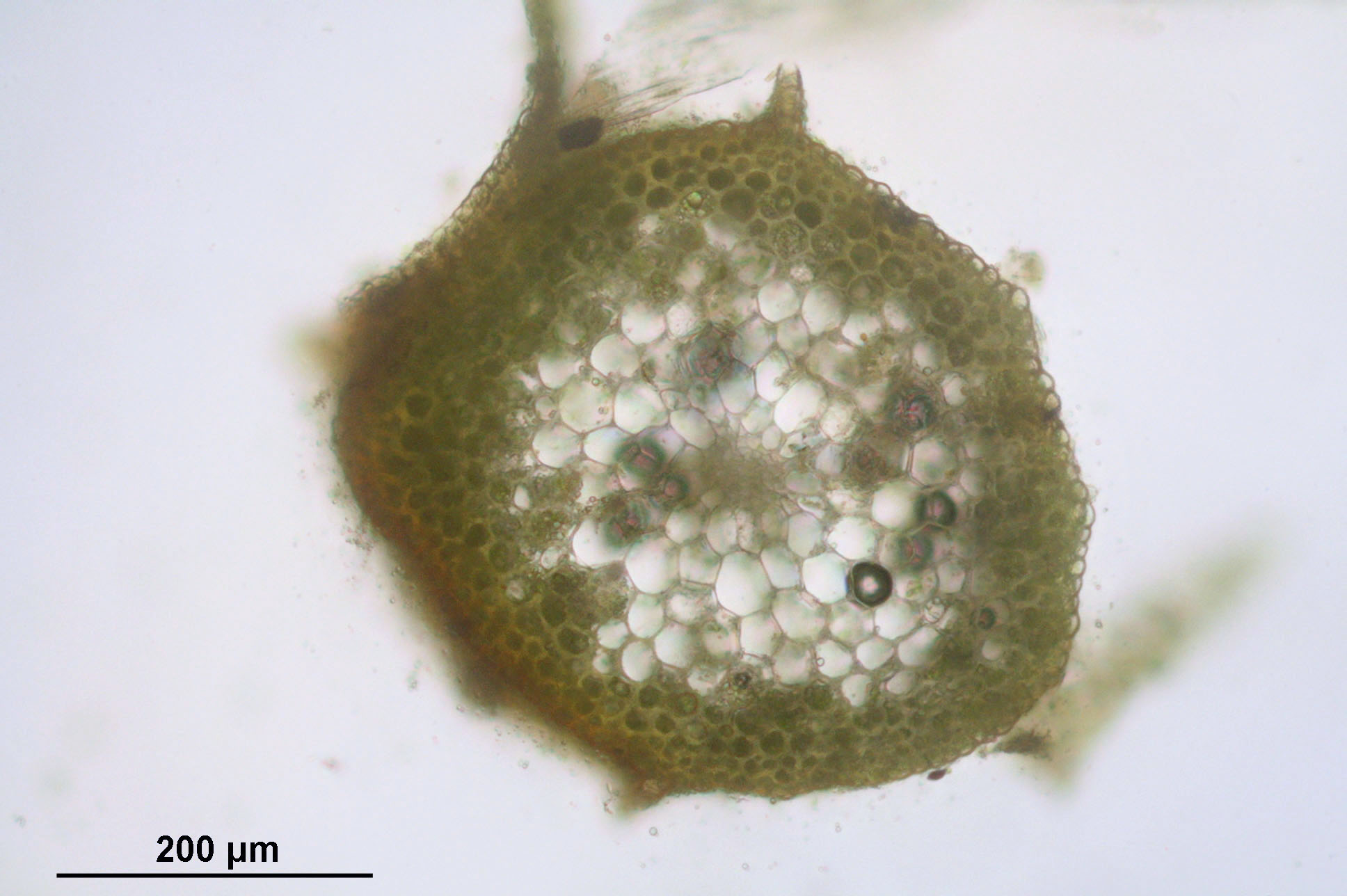
Stengel doorsnede

... · B. albicans (bleek dikkopmos) · B. campestre (velddikkopmos) · B. glareosum (kalkdikkopmos) · B. laetum (rotsdikkopmos) · B. mildeanum (moerasdikkopmos) · B. oedipodium (ijl dikkopmos) · B. plumosum (oeverdikkopmos) · B. populeum (penseeldikkopmos) · B. reflexum (gekromd dikkopmos) · B. rivulare (beekdikkopmos) · B. rutabulum (gewoon dikkopmos) · B. salebrosum (glad dikkopmos) · B. tenuicaule (haardikkopmos) · B. velutinum (fluweelmos) · ...